# Carlet de cabrit
El  carlet de cabrit (Hygrophorus camarophyllus) és una espècie de bolet agarical de la família de les higroforàcies (Hygrophoraceae).